# سد أبوروماغاوا
سد أبوروماغاوا هو سد يقع في أونوما، محافظة نيغاتا، اليابان. تم بناء السد بين عامي 1973 و1986. وهو عبارة عن سد خرسانة بارتفاع 93.5 متر، لغرض توليد الطاقة الكهرومائية والتحكم في الري بالفيضانات في محافظة نيغاتا. تتجمد المياه خلال أشهر الشتاء، مما يؤثر على الإمداد.